# دوربي (لاتفيا)
دوربي (بالإنجليزية: Durbe)‏ هي منطقة سكنية تقع في لاتفيا في لاتفيا. يقدر عدد سكانها بـ 620 نسمة ومساحتها 1.6 كم2 .